# Награда Лучшему одноклубнику имени Тваймена-Стоукса
Награда «Лучшему одноклубнику имени Тваймена-Стоукса» (англ. Twyman–Stokes Teammate of the Year Award) – ежегодная награда НБА. Присуждается игроку, который, по мнению лиги, является идеальным напарником, примером приверженности команде, демонстрирующему наилучшие качества на паркете и за его пределами. Название награды связано с двумя игроками: Морисом Стоуксом и Джеком Твайменом. Оба были игроками «Рочестер Роялз/Цинциннати Роялз». В конце сезона 1957/58 Морис Стоукс получил сотрясение мозга в одном из матчей, затем впал в кому и, наконец, был парализован. Врачи позднее поставили ему диагноз — посттравматическая энцефалопатия, что привело к нарушению функций мозга. Данная травма привела к завершению его игровой карьеры. Владельцы команды разорвали контракт с игроком и решили минимизировать помощь Стоуксу и его семье. Партнер по команде Джек Тваймен подал прошение в суд и спустя несколько месяцев добился статуса опекуна Мориса. Это дало возможность Тваймену заботиться об игроке и заниматься его лечением.
Награда появилась в 2013 году. Выбор проходит каждый год, между двенадцатью номинантами (по шесть из Восточной и Западной конференций). Первым обладателем премии стал Чонси Биллапс. Также её выигрывали: Шейн Баттье, Тим Данкан, Винс Картер и Дирк Новицки.

## Победители
|  | Выделены игроки, выступающие в НБА по сей день |
|  | Избраны в Зал славы баскетбола                 |

| Сезон   | Победитель       | Позиция                     | Национальность | Клуб                    |
| ------- | ---------------- | --------------------------- | -------------- | ----------------------- |
| 2012/13 | Чонси Биллапс    | Разыгрывающий защитник      | США            | Лос-Анджелес Клипперс   |
| 2013/14 | Шейн Баттье      | Лёгкий форвард              | США            | Майами Хит              |
| 2014/15 | Тим Данкан       | Тяжёлый форвард / Центровой | США            | Сан-Антонио Спёрс       |
| 2015/16 | Винс Картер      | Лёгкий форвард              | США            | Мемфис Гриззлис         |
| 2016/17 | Дирк Новицки     | Тяжёлый форвард             | Германия       | Даллас Маверикс         |
| 2017/18 | Джамал Кроуфорд  | Атакующий защитник          | США            | Миннесота Тимбервулвз   |
| 2018/19 | Майк Конли       | Разыгрывающий защитник      | США            | Мемфис Гриззлис         |
| 2019/20 | Джру Холидей     | Разыгрывающий защитник      | США            | Нью-Орлеан Пеликанс     |
| 2020/21 | Дамиан Лиллард   | Разыгрывающий защитник      | США            | Портленд Трэйл Блэйзерс |
| 2021/22 | Джру Холидей (2) | Разыгрывающий защитник      | США            | Милуоки Бакс            |
| 2022/23 | Джру Холидей (3) | Разыгрывающий защитник      | США            | Милуоки Бакс            |
| 2023/24 | Майк Конли (2)   | Разыгрывающий защитник      | США            | Миннесота Тимбервулвз   |